# 자동 열차 방호 장치

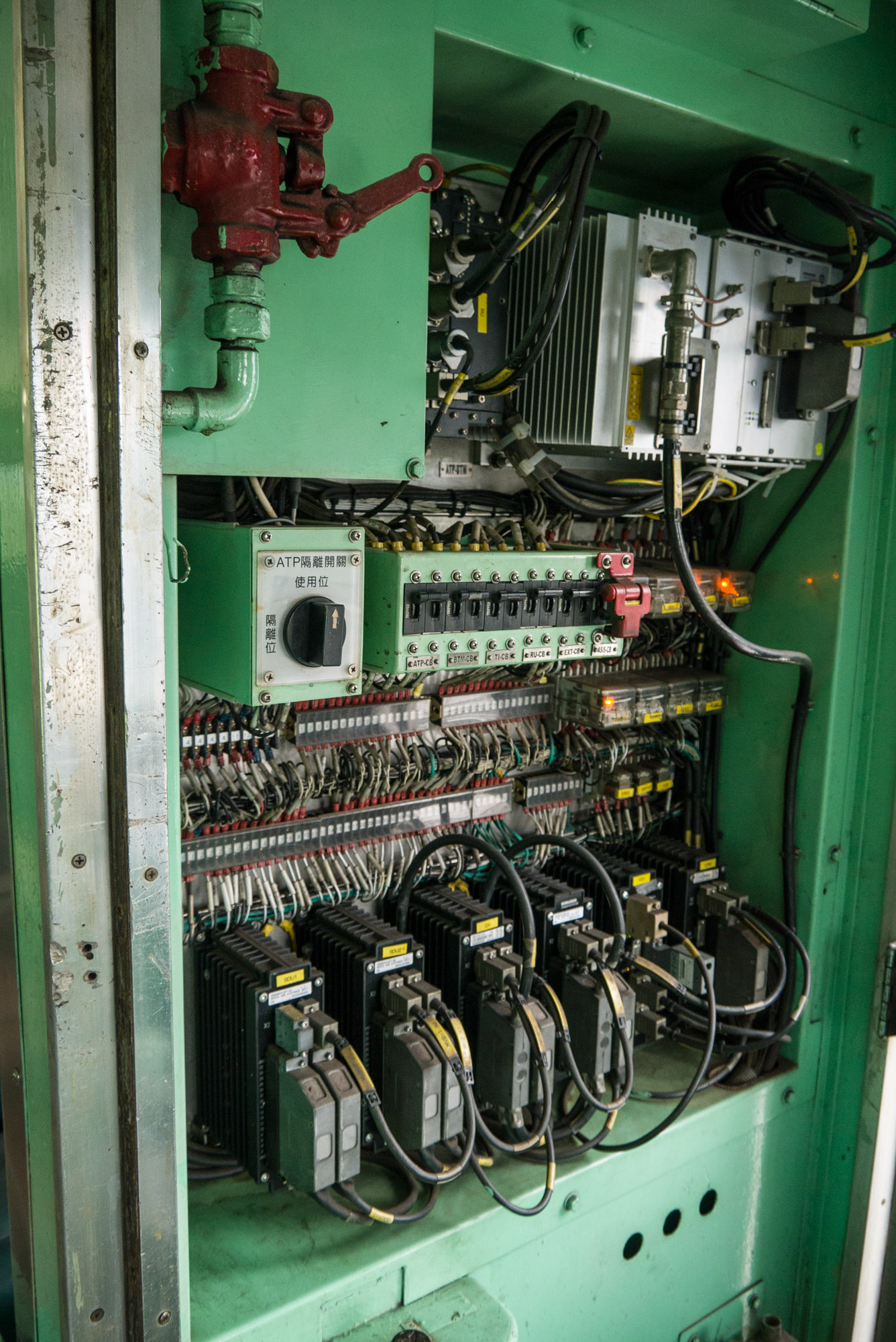
대만 철로 관리국 DR2700 시리즈 객차의 ATP 교환기

자동 열차 방호 장치(自動列車防護裝置, ATP: Automatic Train Protection)는 철도 보안 시스템의 일종이다. 특정 신호 측면에서의 자동 정지를 포함하여 열차의 속도가 신호에 의해 허용되는 속도와 호환되는지 지속적으로 확인한다. 그렇지 않은 경우 ATP는 열차를 정지하기 위해 비상 브레이크를 활성화한다.

## 같이 보기
- 자동 열차 제어 장치
- 자동 경고 시스템
- ATB (철도 신호)